# Vert (Landes)
Vert ist eine französische Gemeinde mit 238 Einwohnern (Stand: 1. Januar 2022) im Département Landes in der Region Nouvelle-Aquitaine. Sie gehört zum Kanton Haute Lande Armagnac und zum Arrondissement Mont-de-Marsan.
Nachbargemeinden sind Sabres im Nordwesten, Labrit im Nordosten, Brocas im Südosten, Garein im Südwesten und Luglon im Westen.

## Bevölkerungsentwicklung

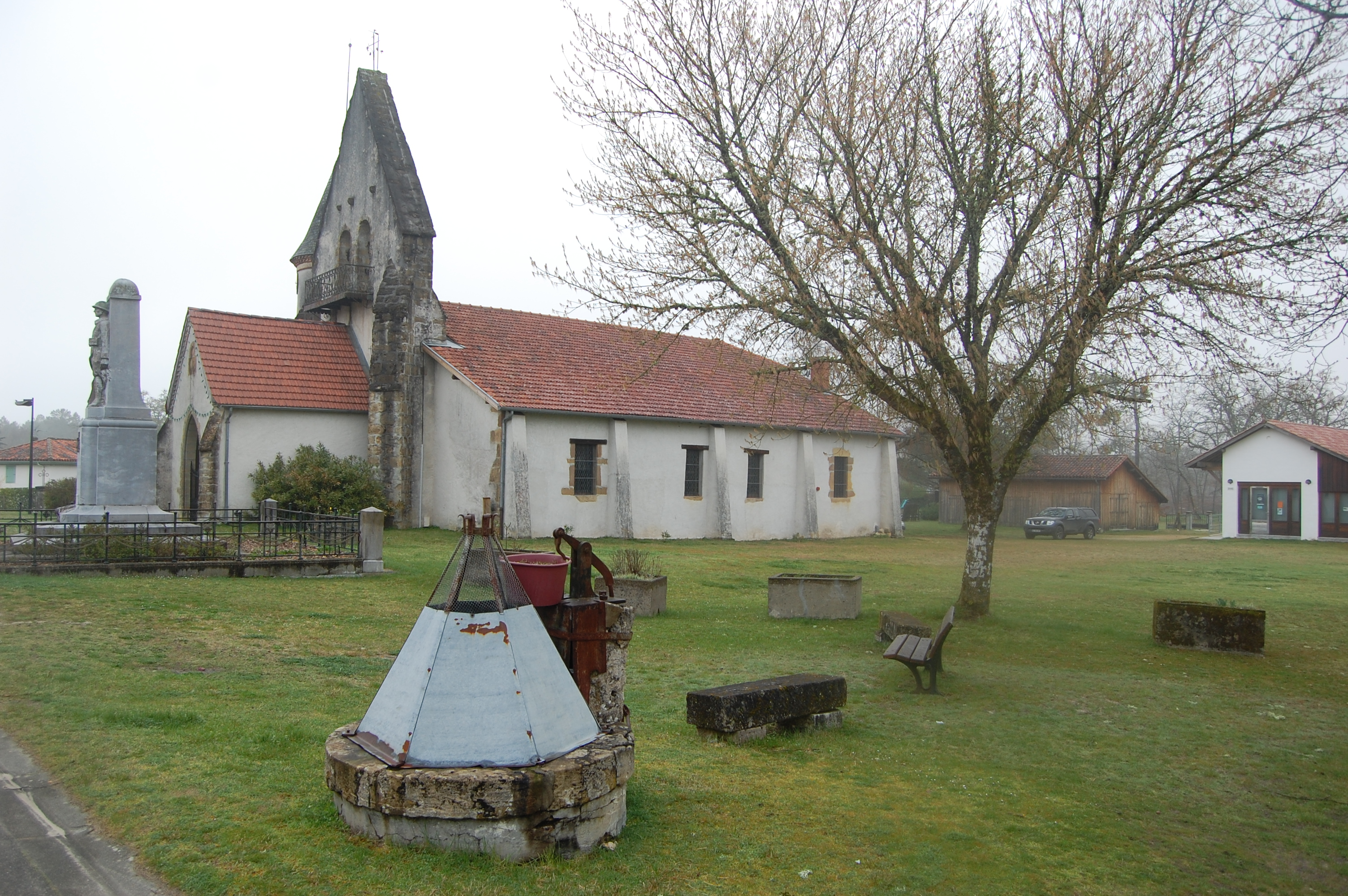
Brunnen und Kirche Saint-Vincent

| Jahr      | 1962 | 1968 | 1975 | 1982 | 1990 | 1999 | 2008 | 2017 |
| --------- | ---- | ---- | ---- | ---- | ---- | ---- | ---- | ---- |
| Einwohner | 253  | 221  | 213  | 206  | 193  | 209  | 237  | 270  |